# Makoesjino
Makoesjino (Russisch: Макушино) is een stad in de Russische oblast Koergan, gelegen op het West-Siberisch Laagland op 131 kilometer ten oosten van Koergan. De stad staat onder jurisdictie van het gelijknamige gemeentelijke district Makoesjinski, waarvan het tevens het bestuurlijk centrum vormt. De stad ligt aan het West-Siberische deel van de Trans-Siberische spoorlijn (traject van Tsjeljabinsk naar Omsk) en de M51 (onderdeel van de weg van Moskou naar Vladivostok).

## Geschiedenis
Makoesjino ontstond als een boerendorp, dat tegen het einde van de 17e eeuw werd gesticht door boerenmigranten uit Centraal-Rusland. Eind 19e eeuw werd de Trans-Siberische spoorlijn aangelegd en kreeg het dorp een spoorwegstation (in 1896), waardoor het aantal inwoners snel toenam. Begin 20e eeuw groeide de plaats uit tot een van de grootste handelscentra van de regio (oejezd) Koergan. Er bevonden zich toen 78 handelszaken en jaarlijks werden er twee markten gehouden. De economie bestond verder uit 25 windmolens, een boterkarner, twee fabrieken, zes smederijen, een brandweerkazerne en een poststation. In 1928 werd een landbouwsovchoz gesticht in de plaats. In 1944 kreeg Makoesjino de status van arbeidersnederzetting en in 1963 de status van stad. Vanaf de jaren 60 werd de houten laagbouw langzamerhand vervangen door Sovjetflatgebouwen met twee tot drie verdiepingen.

## Economie
In de stad bevinden zich een fabriek voor landbouwmachines (Agromasjzavod) en een aantal bedrijven in de voedingsmiddelenindustrie. In de regio rond de stad worden boekweit, graan- en voedergewassen verbouwd en bevinden zich een aantal veehouderijen (varkens, vogels en schapen).

## Demografie
| 1959   | 1970   | 1979   | 1989   | 2002  |
| ------ | ------ | ------ | ------ | ----- |
| 13.700 | 12.800 | 13.200 | 10.535 | 9.942 |

Bestuurlijk centrum: Koergan

Dalmatovo · Katajsk · Koertamysj · Makoesjino · Petoechovo · Sjadrinsk · Sjoemicha · Sjtsjoetsje